# Asopella
Asopella is een geslacht van hooiwagens uit de familie Epedanidae.
De wetenschappelijke naam Asopella is voor het eerst geldig gepubliceerd door Sørensen in 1932. 

## Soorten
Asopella omvat de volgende 2 soorten:
- Asopella robusta
- Asopella xanti